# Multioppia pankovi
Multioppia pankovi är en kvalsterart som beskrevs av Rjabinin 1987. Multioppia pankovi ingår i släktet Multioppia och familjen Oppiidae. Inga underarter finns listade i Catalogue of Life.